# Parcul din satul Mîndîc
Parcul dendrologic de la vila „Mîndîc”, cunoscut și ca parcul Mîndîc sau parcul din satul Mîndîc, raionul Drochia, este amplasat la 6 km de sat și la 16-18 km sud de orașul Drochia. Este o arie protejată din Republica Moldova, reprezentând un monument de arhitectură peisagistică. Parcul are o suprafață de 16 ha, dintre care doar 3 ha fac parte din obiectivul protejat. În 1998, se afla în administrarea Întreprinderii Agricole „Milești”.

## Istoric

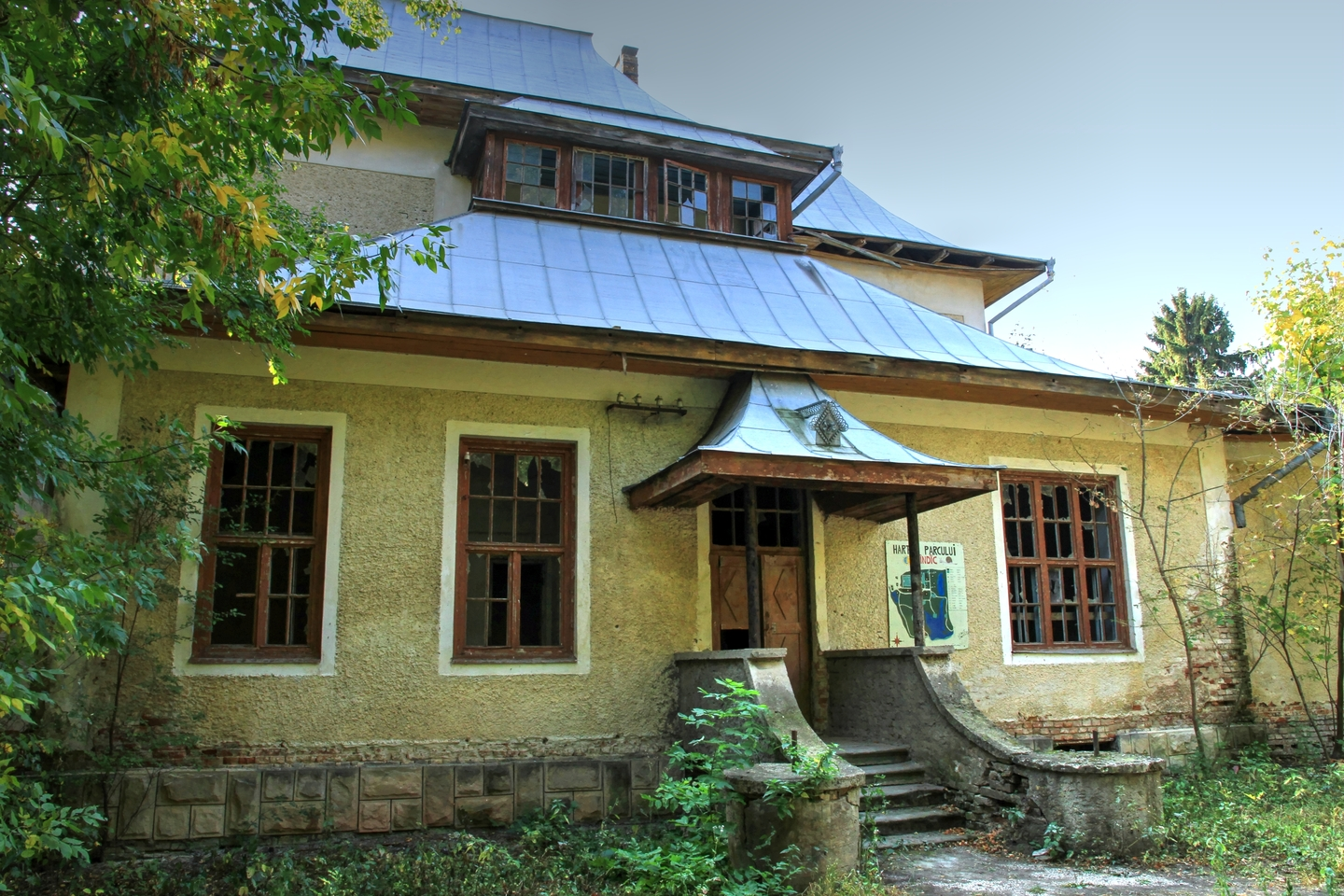
Vila (conacul) lui Ohanowicz

Lângă satul Mîndîc este amplasată fosta vilă a nobilului polonez de origine armenească Kajetan Ohanowicz, la care își petrecea verile familia acestuia. La modernizarea vilei a contribuit arhitectul Alexandru Bernardazzi. Ohanowicz, ca specialist în agricultură, a adus și înmulțit în Basarabia mai multe soiuri de animale (vite mari cornute, oi ș.a.) și de plante (grâu, porumb, sfeclă de zahăr ș.a.) și a participat la Expoziția agricolă din 1889 de la Chișinău.
Pe lângă vila sa, Ohanowicz a fondat în 1896 un parc-grădină pomicolă. Nu se știe cine a proiectat parcul, dar s-ar putea ca arhitectul să fie însuși Kajetan. Zece ani mai târziu, nobilul a fost asasinat la vilă.
După cel de-al doilea război mondial, vila și parcul au fost exploatate de instituțiile sovietice, care au admis încălcări ale structurii compoziționale originale și au distrus complet partea de nord-vest a parcului, care se mărginește cu acareturile vilei. Tot în perioada sovietică au fost lichidate unele specii de plante.
Astfel, în istoria parcului pot fi definite cinci perioade principale:
- până la 1917: perioada de înflorire, când sunt ridicate vila și clădirile, este amenajat parcul cu grădinile și aleile sale;
- 1917-1944: perioada de distrugere, când, din cauza noii situații politice (Revoluția Rusă din 1917) și a evacuării familiei Ohanowicz de pe teritoriul parcului, parcul își pierde din caracterul luxos;
- 1944-1980: perioada de convertire, când edificiile odată luxoase sunt adaptate doctrinei comuniste pentru a servi interesului muncitoresc;
- 1980-1990: perioada de modernizare, când în parc este amenajată tabăra pentru pionieri „Salut”, astfel încât clădirile sunt modernizate, iar teritoriul este adaptat pentru joacă, distracție și odihnă;
- din 1991: perioada de degradare, când inacțiunea duce la degradarea clădirilor și a fondului de vegetație a parcului.

## Descriere
Parcul de află la o distanță de peste 6 km de la șoseaua R12 Drochia–Dondușeni, lângă un drum de țară care unește Mîndîc cu satele Iliciovca și Cotova.
Teritoriul este compus din terenuri plantate cu arbori și arbuști decorativi, plantații pomicole, un pârâu, trei lacuri și o serie de clădiri. La moartea lui Ohanowicz, pe teritoriul parcului a fost construit un cavou. În parc există și un teren de baschet, artefact al fostei tabere de copii.

### Structura compozițională
Parcul a fost conceput ca parc-grădină pomicolă, fiind compus din elemente de parc dendrologic și de grădină pomicolă. Aceste elemente se îmbină în unele locuri și se izolează reciproc în altele. În primul caz, grădinile pomicole conțin elemente de amenajare a parcului, care asigură o trecere lină spre parc, iar în al doilea caz grădina se izolează de parc prin fâșii de protecție și plantații dese.
Regiunea parcului în care se află cavoul poartă un caracter solemn: omogenitatea plantațiilor pomicole asigură liniștea, iar regularitatea aleilor care duc spre cavou asigură solemnitatea. Cavoul este amplasat lângă intersecția a două alei perpendiculare: una de nuci negri, de 16-18 m înălțime, și a doua de fagi. Lângă cavou se află un exemplar de pin negru. La intersecție se află o platformă rotundă, înconjurată de trepte. Regiunea este despărțită de restul parcului de un pârâu, care alimentează lacul. Peste pârâu este instalată o punte.
Pe malul unuia dintre lacuri se află o platformă, de unde se deschide o priveliște spre lac și o perspectivă îndepărtată spre malul opus, unde este amplasată o grădină pomicolă și grupuri de mesteceni și pini. În centrul platformei crește un exemplar de frasin plângător, de dimensiuni impunătoare, cu crengi împletite în formă de cort.

### Dendroflora
Din colecția originală de plante, s-au păstrat, mai notabil, un grup de conifere lângă vilă, unele exemplare de alun turcesc, Deutzia cu flori roșii, Forsythia cu flori galbene, frasin plângător, alei de nuc negru și fag. În total, către 2013 au fost identificate patru specii de conifere și 36 de specii de foioase, dintre care 12 specii de arbuști și 24 de arbori. 15 specii sunt autohtone, iar restul 25 sunt de proveniență străină.
Lista speciilor de plante lemnoase ale parcului Mîndîc este prezentată în tabel.
| Nomenclatura binară             | Denumirea populară    | Proveniență geografică                 |
| ------------------------------- | --------------------- | -------------------------------------- |
| Conifere                        |                       |                                        |
| Pinus strobus L.                | Pin moale             | America de Nord                        |
| Pinus nigra Arn.                | Pin negru             | Europa de mijloc și de sud             |
| Picea excelsa Link.             | Molid obișnuit        | Europa Centrală                        |
| Juniperus virginiana L.         | Ienupăr de Virginia   | sudul Americii de Nord                 |
| Angiosperme                     |                       |                                        |
| Acer campestre L.               | Jugastru              | Europa, Asia, Africa de nord           |
| Acer platanoides L.             | Paltin de câmp        | Europa până la Ural                    |
| Acer pseudoplatanus L.          | Paltin de munte       | Munții Carpați, Caucaz                 |
| Aesculus hippocastanum L.       | Castan porcesc        | Peninsula Balcanică                    |
| Ailanthus altissima (Mill.) Sw. | Cenușar               | China, Japonia                         |
| Betula verrucoza Ehrh.          | Mesteacăn             | Europa, Siberia de vest, Caucaz        |
| Caragana arborescens Lam.       | Caragana              | Siberia de vest, Caucaz                |
| Chenomeles japonica Lindl.      | Gutui japonez         | Japonia, China                         |
| Corylus colurna L.              | Alun turcesc          | Peninsula Balcanică, Asia Mică, Caucaz |
| Cornus mas L.                   | Corn                  | Europa de est, Caucaz                  |
| Deutzia rosea Rehd.             | Deuția                | Japonia                                |
| Elaeagnus angustifolia L.       | Sălcioară mirositoare | Asia Mijlocie, Asia Mică               |
| Fagus silvatica L.              | Fag comun             | Europa de est, Crimeea                 |
| Fraxinus excelsior L.           | Frasin obișnuit       | Europa                                 |
| F. e. f. pendula Ait.           | Frasin plângător      |                                        |
| Forsythia suspensa Vahl.        | Forziția              | China                                  |
| Juglans nigra L.                | Nuc negru             | America de Nord                        |
| Laburnum anagyroides Med.       | Salcâm galben         | Europa de sud și de vest               |
| Ligustrum vulgare L.            | Lemn câinesc          | Europa, Asia Mică                      |
| Lonicera tatarica L.            | Caprifoi tătăresc     | Europa centrală și de est              |
| Morus alba L.                   | Dud                   | China                                  |
| Padus racemosa Gilib.           | Malin                 | Europa, Siberia, Asia Mică             |
| Philadelphus pubescens Lois.    | Lămâița               | Asia Mică, Caucaz                      |
| Quercus robur L.                | Stejar pedunculat     | Europa, Africa de Nord, Caucaz         |
| Ribes aureum Pursh.             | Coacăză aurie         | America de Nord                        |
| Robinia pseudoacacia L.         | Salcâm alb            | America de Nord                        |
| Rosa canina L.                  | Măcieș                | Europa, Asia                           |
| Salix alba L.                   | Salcie albă           | Europa, Asia Mică, China               |
| S. a. f. pendula Rehd.          | Salcie plângătoare    |                                        |
| Symphoricarpus albus Bl.        | Cârmâz                | America de Nord                        |
| Syringa vulgaris L.             | Liliac                | Peninsula Balcanică, Caucaz            |
| Tilia cordata L.                | Tei cu frunze mici    | Europa                                 |
| Tilia tomentosa Mouench.        | Tei argintiu          | Europa de mijloc, Caucaz               |
| Ulmus foliaceae Gilib.          | Ulm de câmp           | Europa, Asia Mică, Caucaz              |
| Viburnum lantana L.             | Dârmoz                | Europa, Asia de sud-vest               |

## Statut de protecție

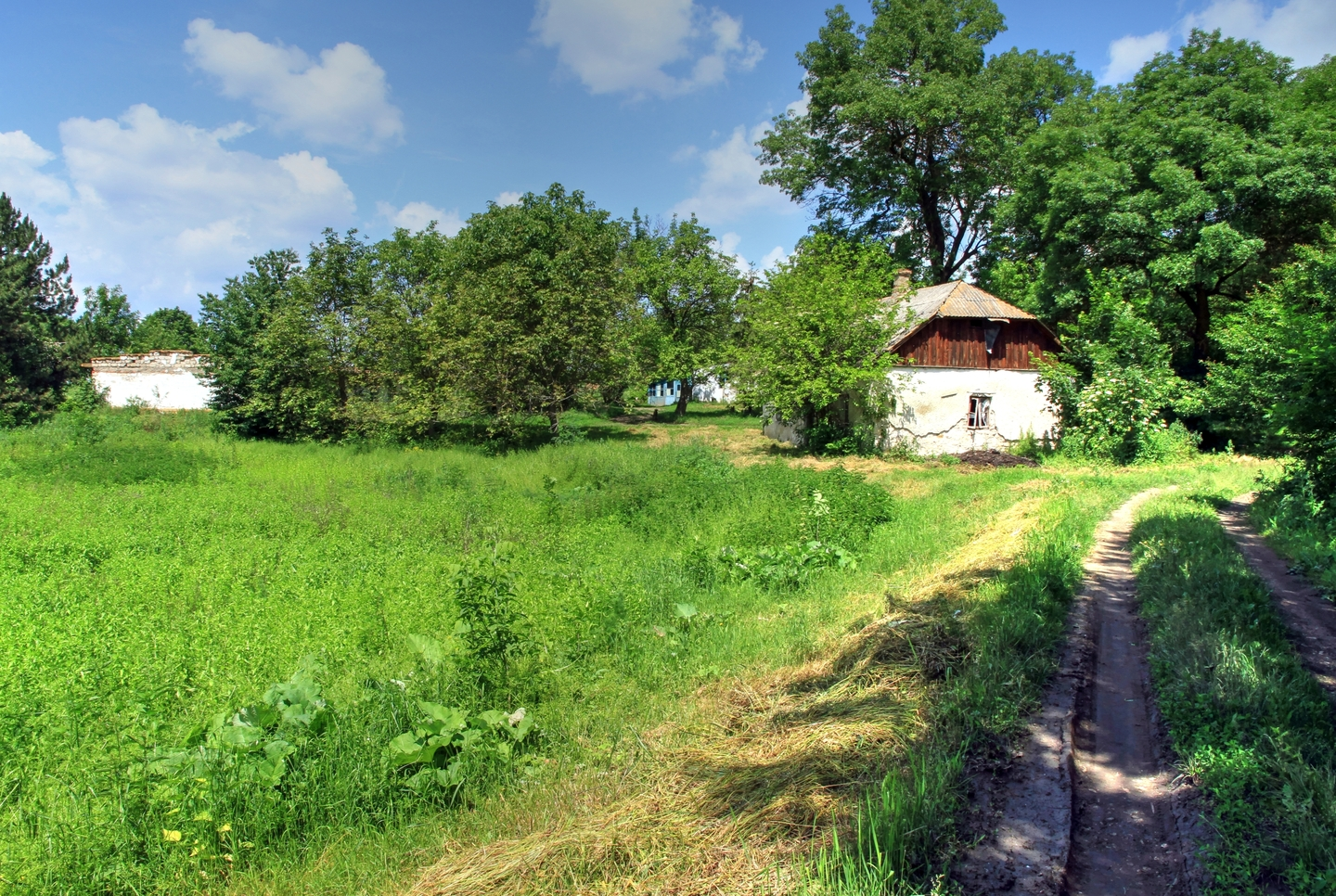
Clădiri gospodărești

Obiectivul a fost luat sub protecția statului prin Hotărîrea Sovietului de Miniștri al RSSM din 13 martie 1962 nr. 111, iar statutul de protecție a fost reconfirmat prin Hotărîrea Sovietului de Miniștri al RSSM din 8 ianuarie 1975 nr. 5 și Legea nr. 1538 din 25 februarie 1998 privind fondul ariilor naturale protejate de stat. În 1997, printr-o Hotărâre de Guvern, parcul Mîndîc a fost declarat filială a Muzeului de Etnografie și Istorie Naturală — Complexul muzeal „Vila cu parc Mândâc”. Imediat a fost elaborat un plan de acțiuni pentru punerea în valoare a complexului, dar acesta nu a fost implementat din cauza lipsei de mijloace financiare. Un plan similar a fost făcut în 2003, dar nici acesta nu a găsit finanțare. În 1998, parcul se afla în administrarea Întreprinderii Agricole „Milești”, dar între timp a trecut în proprietatea Primăriei Mîndîc la insistența ultimei. În 2013, parcul avea o administrație formată din 5 persoane.
În 1989, arhitecta V. Dormidontova a publicat schema parcului, care redă structura compozițională a parcului și ar putea fi folosită la restaurarea acestuia.
În anul 2002, la invitația Ministerului Ecologiei al Republicii Moldova, parcul a fost vizitat de o delegație a Centrului de protecție a landșafturilor naturale și istorice ale Ministerului Culturii⁠(d) din Polonia. Guvernele celor două țări au convenit că vor analiza posibilitatea colaborării întru renovarea vilei și parcului din Mîndîc, dar discuțiile nu au avut finalitate. În 2014, Ministerul Culturii și al Patrimoniului Național din Polonia a mai trimis o delegație la Vila Mîndîc, cuprinsă din geodeziști, conservatori ai patrimoniului și specialiști de arhitectură peisagistică. Echipa a elaborat un ghid de restaurare a structurii compoziționale și a florei parcului.
În prezent, toate clădirile din parc, inclusiv cavoul și vila, sunt devastate. Lacul este împânzit de stuf și rogoz.

## Vezi și
- Conacul familiei Ohanowicz de la Mîndîc